# Synema camerunense
Synema camerunense är en spindelart som beskrevs av Dahl 1907. Synema camerunense ingår i släktet Synema och familjen krabbspindlar.
Artens utbredningsområde är Kamerun. Inga underarter finns listade i Catalogue of Life.